# 大分縣護國神社
大分縣護國神社（おおいたけんごこくじんじゃ）は、大分県大分市にある神社（護国神社）である。

## 概要
大分市中央部の小山、松栄山の中腹に社地を構える。
境内には豊後梅を中心とする約200本の梅と約500本の桜があり、梅と桜の名所として知られる。3月の第1日曜日には梅花祭が開かれる。
大分市が2006年（平成18年）に実施した「私が選ぶおおいた100景」のアンケートでは、護國神社からの大分臨海工業地帯の眺望が3位に入っている。

## 祭神
大分県縁故の戦没者約4万4千柱を主祭神とし、殉職警察官・自衛官を相殿に祀る。

## 沿革
松栄山は古くから景勝の地として知られていた。1799年（寛政11年）には、伏見城の戦いで没した大給松平家の祖先松平近正の二百年忌にあたることから、当時の府内藩主松平近儔が府内城東北の山里曲輪にあった近正の祠を松栄山に移し、近正大明神として祀った。「松栄」の名も、松平家が栄えることを願って付けられたものとされる。近正大明神の霊宮は1869年（明治2年）に大分市中心部の堀川（現在の都町付近）に遷座して松栄神社と名付けられた後、1900年（明治33年）に旧地である荷揚町の府内城山里曲輪跡に遷している。
大分縣護國神社は、大分県初代県令森下景端が、1874年（明治7年）に起きた佐賀の乱の戦死者14柱、台湾出兵での戦病死者3柱に、明治維新の勤王の志士など5柱を合わせて祀り、慰霊顕彰を行うために、1875年（明治8年）10月18日に、霊宮が遷座した後の松栄山山頂に招魂社を創建したのに始まる。
1939年（昭和14年）4月に、招魂社の制度改正により大分縣護國神社に改称し、内務大臣指定護国神社となった。かつての社殿は境内北側の現在展望台となっている付近にあったが、1943年（昭和18年）10月28日に現在地に遷座した。
1945年（昭和20年）の第二次大戦敗戦以降は「豊霊宮」と称していたが、日本の主権回復後の1952年（昭和27年）9月に元の大分縣護國神社に復した。
1966年（昭和41年）10月22日、昭和天皇、香淳皇后が第21回国民体育大会に合わせて県内を行幸啓。護国神社が訪問先の一つとなった。
2024年（令和6年）には同年5月26日に閉館式が行われた大分予科練資料館にあった収蔵品の寄託を受けることになった。

## 祭祀
- 歳旦祭 - 1月1日
- 紀元祭 - 2月11日
- 春季例大祭 - 4月9日
- みたま祭  - 8月13日-8月15日
- 秋期例大祭 - 10月9日
- 天長祭 - 12月23日[3]

## 境内
- 慰霊碑 - 大分県関係戦没者の慰霊塔を中にして、右に元歩兵第47聯隊戦没者慰霊の「軍旗の碑」、左に大分県出身予科練戦没者慰霊の「鎮魂の碑」が建っている[8]。
- 言霊記念館 - 展示館。特攻隊員が残した遺書や手紙を掲示するほか、写真やビデオ上映も行われている[8]。
- 満蒙開拓義勇軍碑 - 1938年（昭和13年）、満蒙（満州・内蒙古）へ開拓のため組織され派遣された満蒙開拓青少年義勇軍の記念碑。銃と鍬を手に持つ隊員の像、レリーフがある[8]。
- 西南の役軍人墓地 - 1877年（明治10年）の西南の役に際し戦死した陸軍軍人214柱の墓地。展望台、豊後梅の梅林の奥にある。鹿児島、山口など、薩長出身者が多い。西南の役の戦死者墓地はこの軍人墓地と次項の警察官墓地の2つに分かれている[8]。
- 西南の役警察官墓地 - 西南の役に際し戦死した103柱の警視隊墓地。表参道百段の脇にある。青森、秋田、福島をはじめとする東北出身の士族が多い[8]。戊辰戦争で薩長と戦った元会津藩家老佐川官兵衛も熊本県阿蘇郡で戦死し、この墓地に警察官として埋葬されている[9]。
- 展望台[8]
- 招魂齋庭 - 創建当時の招魂社の跡地[8]。
- 大絵馬 - 縦3m、横5mの絵馬で、九州最大とされる。毎年の干支が描かれ、年末から3月末まで設置される[8]。
- 大はま矢 - 高さ18.8m、重さ1.8tで日本一の大きさとされる。年末から3月末まで設置される[8][10]。
- 大熊手 - 高さ12m、重さ5.1tで日本一の大きさとされる[10]。
- 特攻勇士の像 - 2014年（平成26年）9月建立[11]。

## ギャラリー

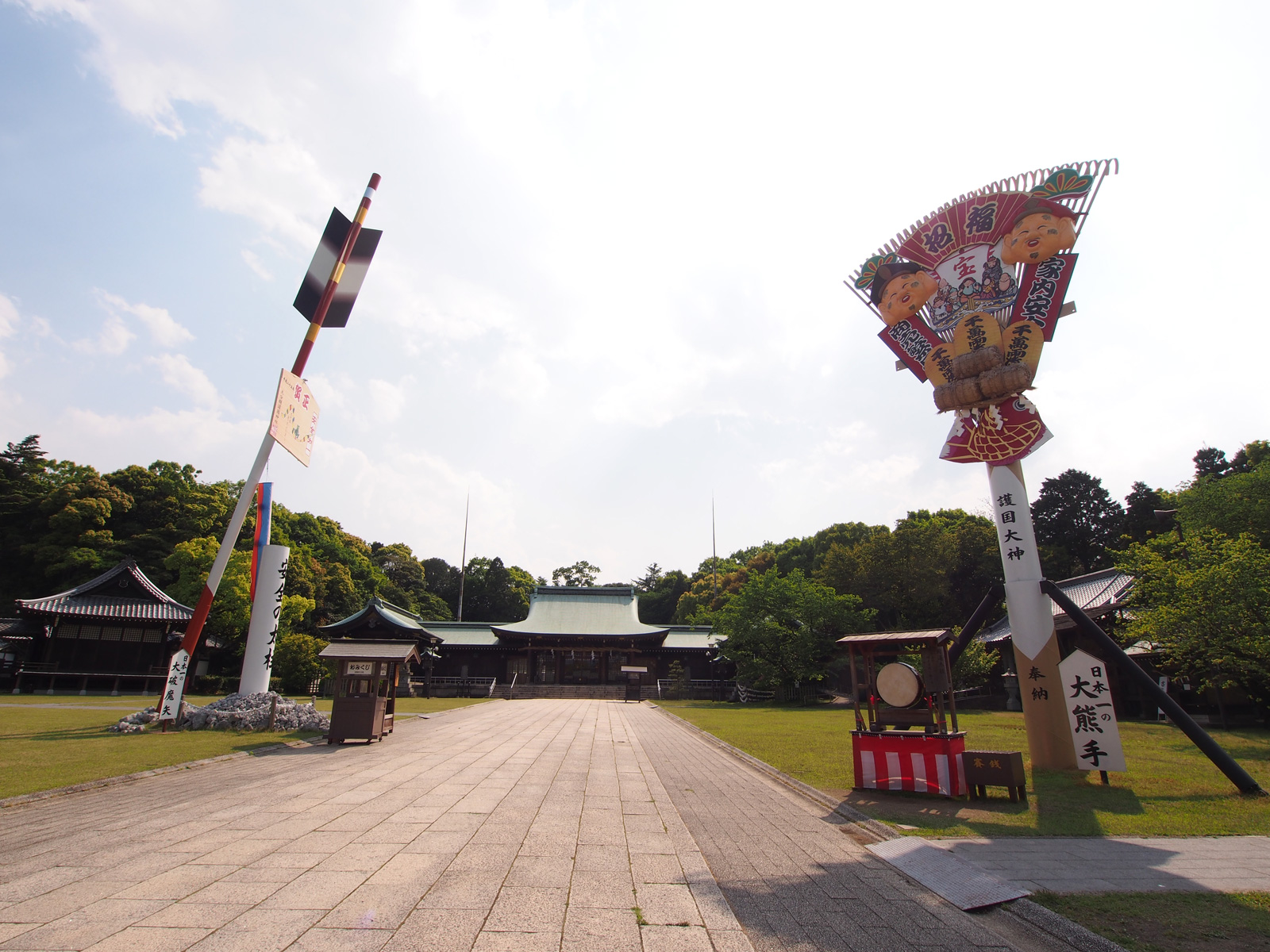
大はまやと巨大熊手
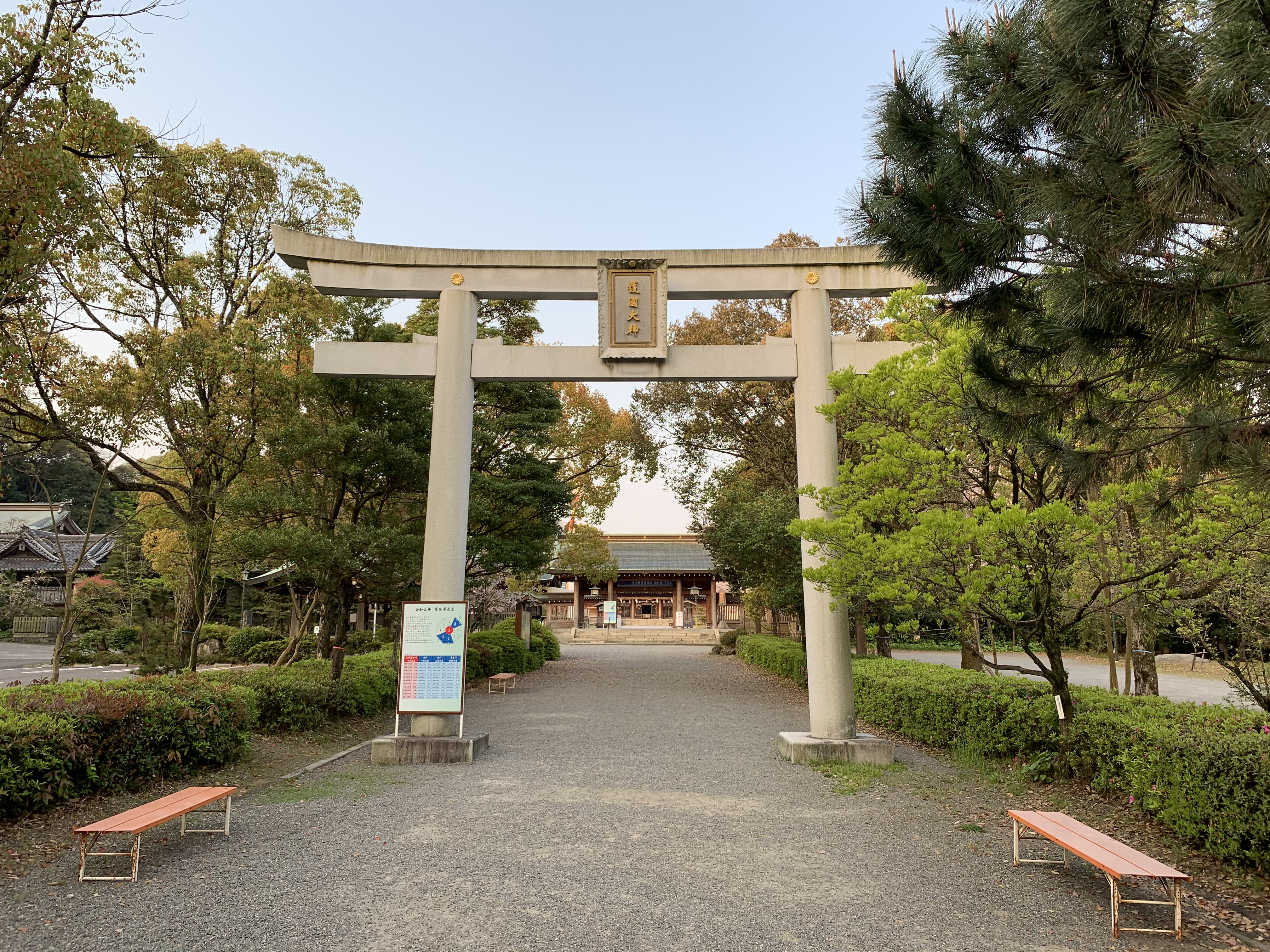
鳥居
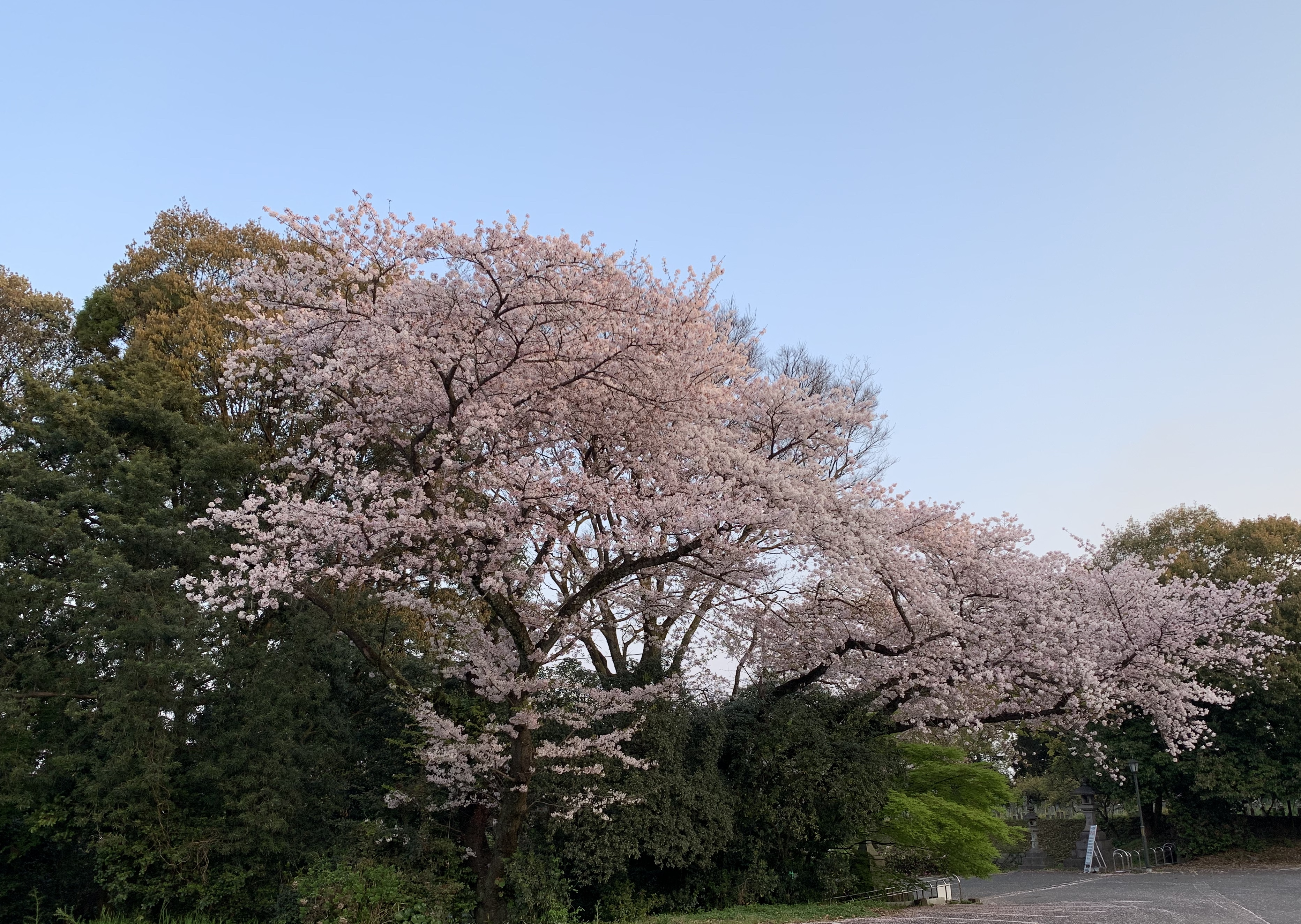
大分縣護國神社の桜

## 交通
- 鉄道：JR九州日豊本線高城駅からタクシーで約5分、徒歩で約20分[12]。
- バス：JR九州大分駅から、大分バスで城東中学校停留所下車、徒歩17分[1]。
- 自動車：大分道・東九州道米良ICから車で約20分[12]。